# فرد هيرون
فرد هيرون (بالإنجليزية: Fred Heron)‏ هو لاعب كرة قدم أمريكية أمريكي، ولد في 6 أكتوبر 1944 في ستوكتون في الولايات المتحدة، وتوفي في 28 ديسمبر 2010.

## وصلات خارجية
- فرد هيرون على موقع مرجع كرة القدم المحترفة.كوم (الإنجليزية)